# チュニジア人
チュニジア人（チュニジア語: توانسة、トゥエンサ）は、複数の意味を持つ多義的な呼称である。
チュニジア国籍を持つ人々、現代のチュニジア地域に固有の民族集団のメンバー、またはチュニジアに対する帰属意識や文化的なつながりを持つ人々を指す。

## 解説
チュニジア人は主にチュニジア語（デールジャ）を母国語および日常語としている。これはチュニジアのアイデンティティの重要な柱である。また、チュニジア料理、音楽、工芸品などもその象徴的な要素である。歴史的には、現在のチュニジアという名前が定着する以前、この地域の住民はアファーリカ（ローマ時代のアフリカ人）として知られていたのである。これは古代の名称であるイフリーキヤやアフリカに由来するのである。現代では、特にフランス、イタリア、ドイツなどの西ヨーロッパにチュニジア人のディアスポラが存在している。

## 歴史
数千年の間に、多くの文明や民族が侵入し、移住し、または現地の人口に同化してきた。これらの影響は多岐にわたり、フェニキア人、カルタゴ人、ローマ人、ヴァンダル族、ギリシャ人、アラブ人、ノルマン人、イタリア人、スペイン人、オスマン・トルコ人、イェニチェリ、フランス人が含まれる。

## 人口

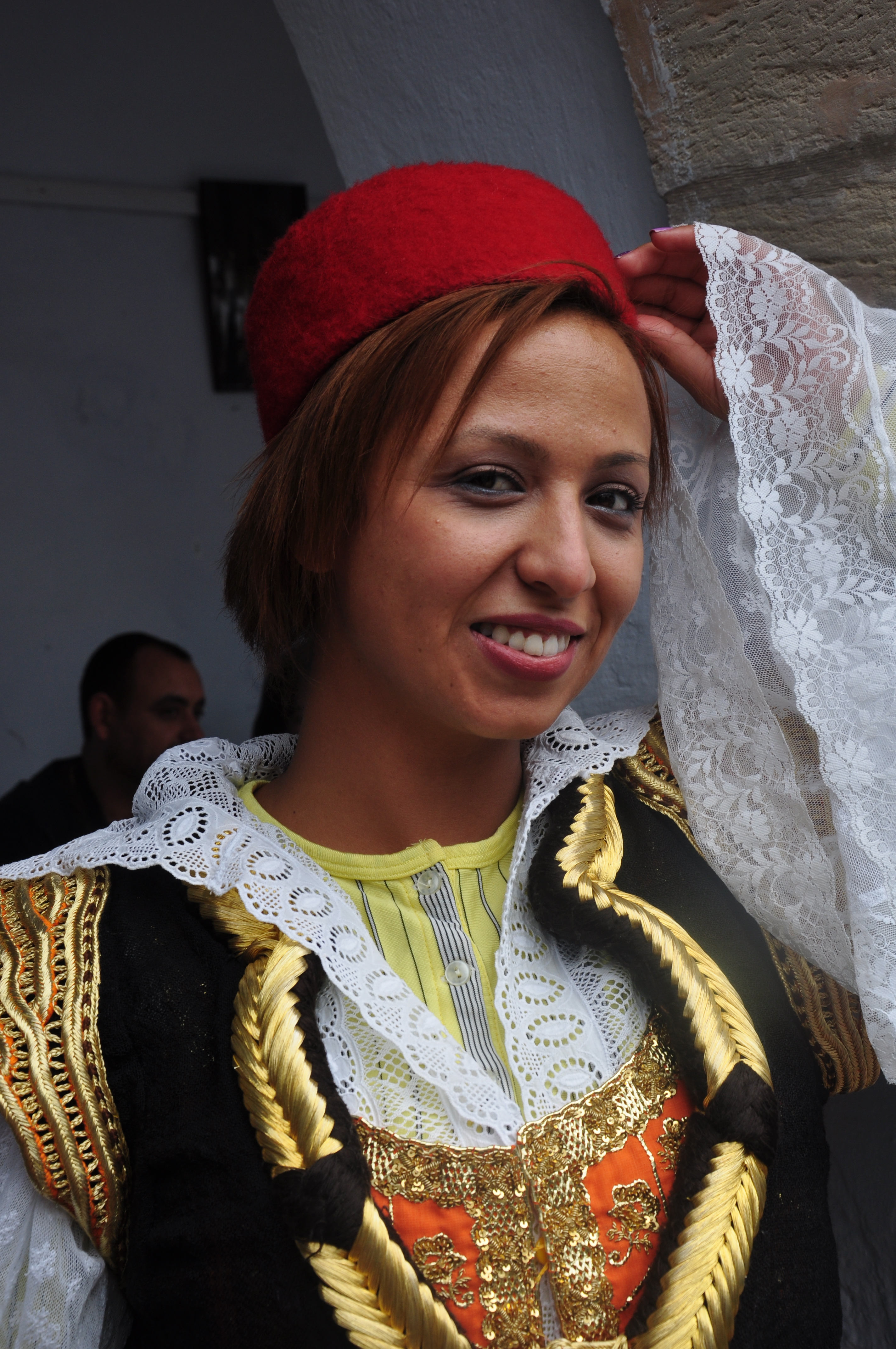
ハンマメットの伝統衣装

チュニジアの人口統計計は、文化的要素における人口の均一性が特徴である。つまり、ベルベル人、フェニキア人、ローマ人の背景の上に、歴史を通じてヴァンダル族、アラブ人、トルコ人、ヨーロッパ人を同化しながら、チュニジア文化は3000年以上の歴史と重要な多民族的な流れの産物である。
オスマンの影響は、トルコ・チュニジア人コミュニティの形成において特に重要であった。他の民族も様々な時代にチュニジアに移住してきたが、ここではすべてを網羅するわけではない。それでも、1870年にはチュニジアの大衆とトルコのエリートとの区別が曖昧になった。また、純粋なベルベル人の少数派（1％）もおり、主にダハール山脈に位置している。
19世紀末から第二次世界大戦後まで、チュニジアは多くのフランス人とイタリア人を受け入れた（1956年には約255,000人のヨーロッパ人がいた）。しかし、チュニジアが独立するとほとんどのフランス人と、チュニジアの古代ユダヤ人コミュニティの大部分も移住した。チュニジアのユダヤ人の歴史は約2000年に遡る。1948年にはユダヤ人の人口は約10万5000人と推定されていたが、2013年には約900人のみが残っている。

## チュニジア文化
チュニジアの文化は、3000年以上にわたる歴史と多様な民族の影響の結果として形成された。古代のチュニジアは重要な交差点文明であり、さまざまな文化や文明、そしていくつもの王朝がこの国の文化に貢献してきた。これらの文化には、フェニキア人（古代の文明）、ローマ人（ローマ・アフリカン）、バンダル人、ユダヤ人、キリスト教徒、ベルベル人、アラブ人、トルコ人、フランス人が含まれる。このユニークな文化の混合は、地中海内の戦略的な地理的位置を持つチュニジアを、「我らが海」（古代地中海世界）のいくつかの偉大な文明の中心にしている。
チュニジアの文化の重要な要素は多様であり、独自の混合遺産を表している。この遺産は、バルド国立博物館などの博物館を通じて、シディ・ブ・サイドやチュニスのメディナといった都市の建築の対比や多様性を通じて、フランスのチーズやクロワッサンのような料理を通じて、アンダルシアやオスマン帝国の影響を反映した音楽、文学、映画、宗教、芸術、スポーツ、その他のチュニジア文化の分野を通じて体験できる。

### 文化的多様性

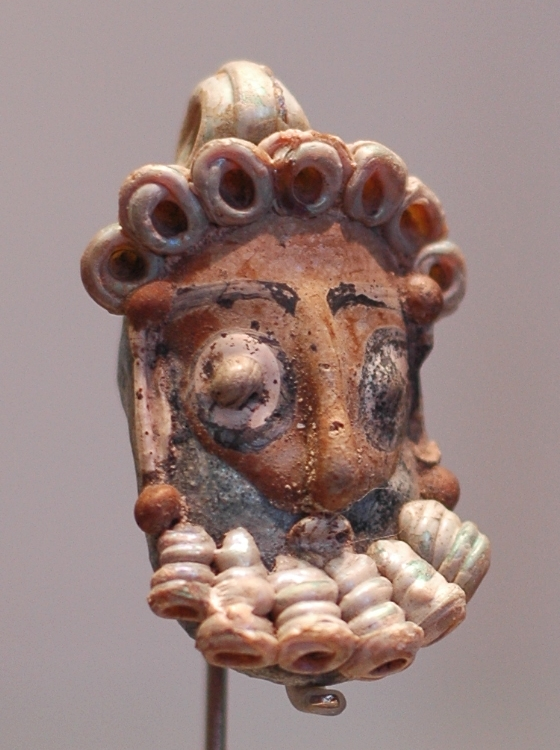
チュニジアの護符

ラフィク・サイードはチュニジアの文化政策に関する論文で「この比較的小さな地域は、その歴史の中で文化の重なり合う継承と、道徳や教義の対立を生み出してきた」と述べている。
ジャニス・デレダール＝ローズは、チュニジアの文化を「コスモポリタン」と評し、「チュニジアは、その歴史を通じて統合された多様な文化のため、他の植民地と同じカテゴリーには入らない」と述べている。

### 文化的象徴
国民アイデンティティは強固であり、チュニジアの文化国家を創造しようとする努力は19世紀により一層強化された。文化と国家遺産は、現代の歴史、特に1950年代からフランス保護領下での現代国家の構築に言及される際に常に取り上げられる。これは、国家の祝日、歴史的人物や重要な日付を記念する街の名前、映画やドキュメンタリーのテーマなどで祝われている。

#### ジャスミン

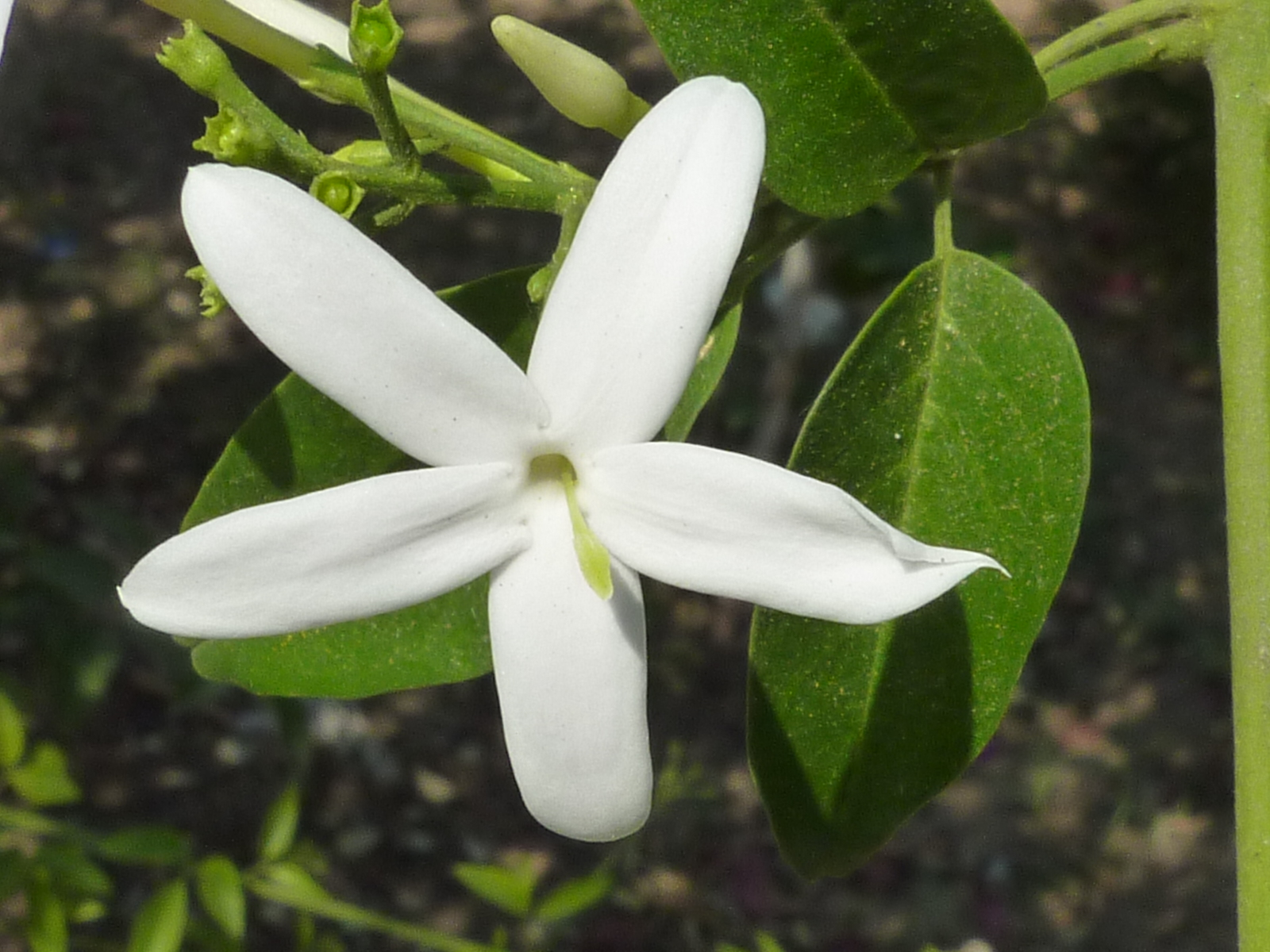
チュニジアのジャスミンの花

16世紀にアンダルスから輸入されたジャスミンは、チュニジアの国花となった。
収穫は夜明けに行われ、夕暮れ時には若い男子たちが小さなブーケを集め、通行人や交差点で停車しているドライバーに販売する。
さらに、ジャスミンには特定の手話がある。左耳にジャスミンを着けている男性は独身であることを示している。さらに、白いジャスミンを贈ることは愛の証と見なされるが、逆に、冬の香りのないジャスミンを贈ることは無礼とされている。

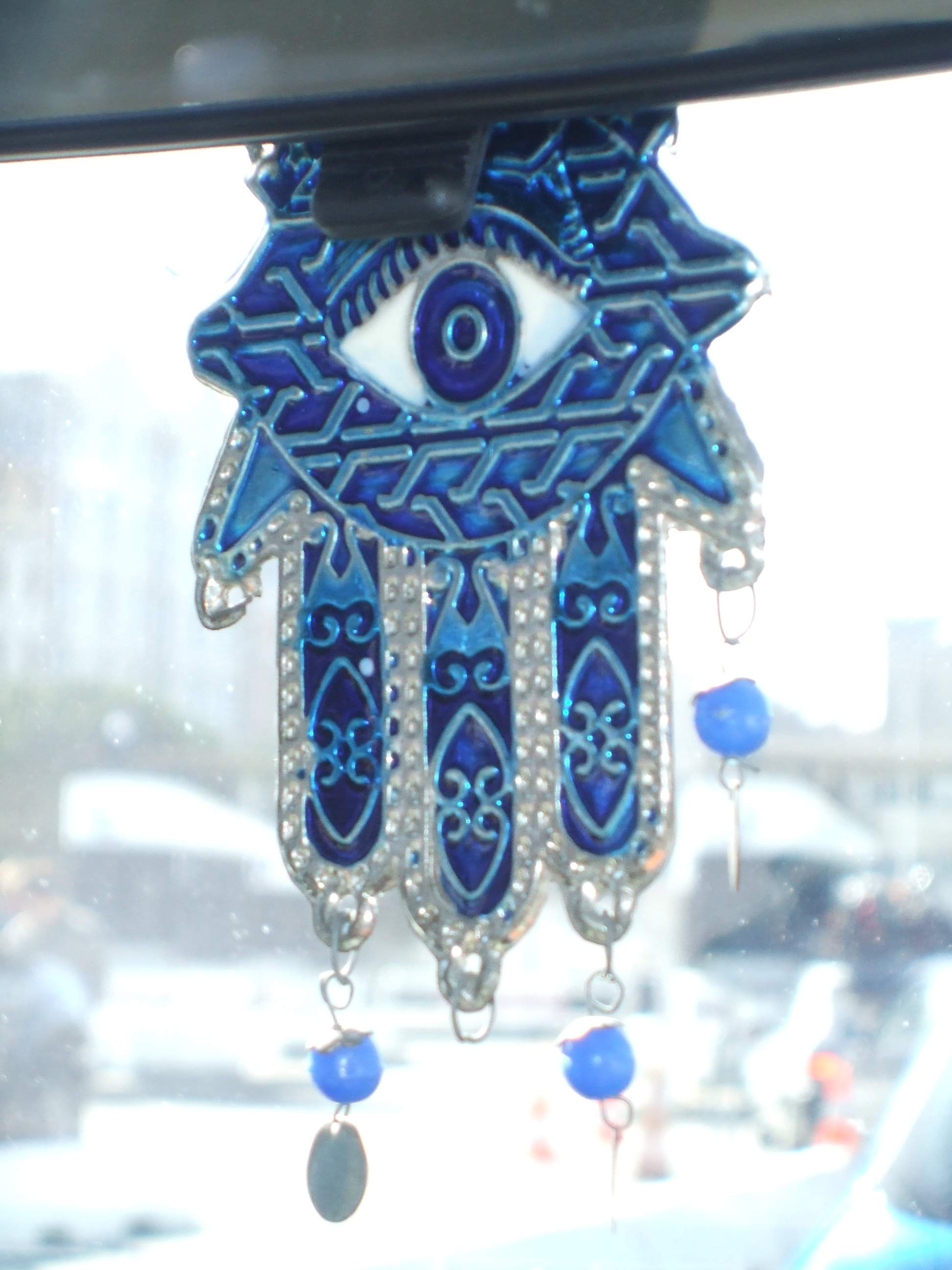
チュニジアのハムサ

#### ハムサ
ハムサ（チュニジア語では: خمسة、ローマ字でhamsa）は、チュニジアおよびより広くマグリブ地域で人気のある手のひらの形をしたお守りである。右手のひらを表し、歴史を通じて繰り返し保護のシンボルとして認識され使用されてきたこの形は、邪眼から守るとされている。起源がカルタゴ（現代チュニジア）にあるとされ、女神タニトと関連している可能性があると考えられている。

#### タニトのシンボル
タニトのシンボルは、フェニキア文明の多くの考古学的遺跡に見られる人型のシンボルである。このシンボルとタニトの名前は、オメク・タヌ（Omek Tannou）の伝統やタニト・ドール映画祭（Tanit d'or）のようなチュニジアの文化で今なお頻繁に使用されている。一部の学者は、チュニジアの首都チュニスと、そこから派生する現代の国とその人々の名前をフェニキアの女神タニス（Tanit または Tanut）に結びつけており、多くの古代の都市が守護神にちなんで名付けられていたと考えている。

#### シェシア

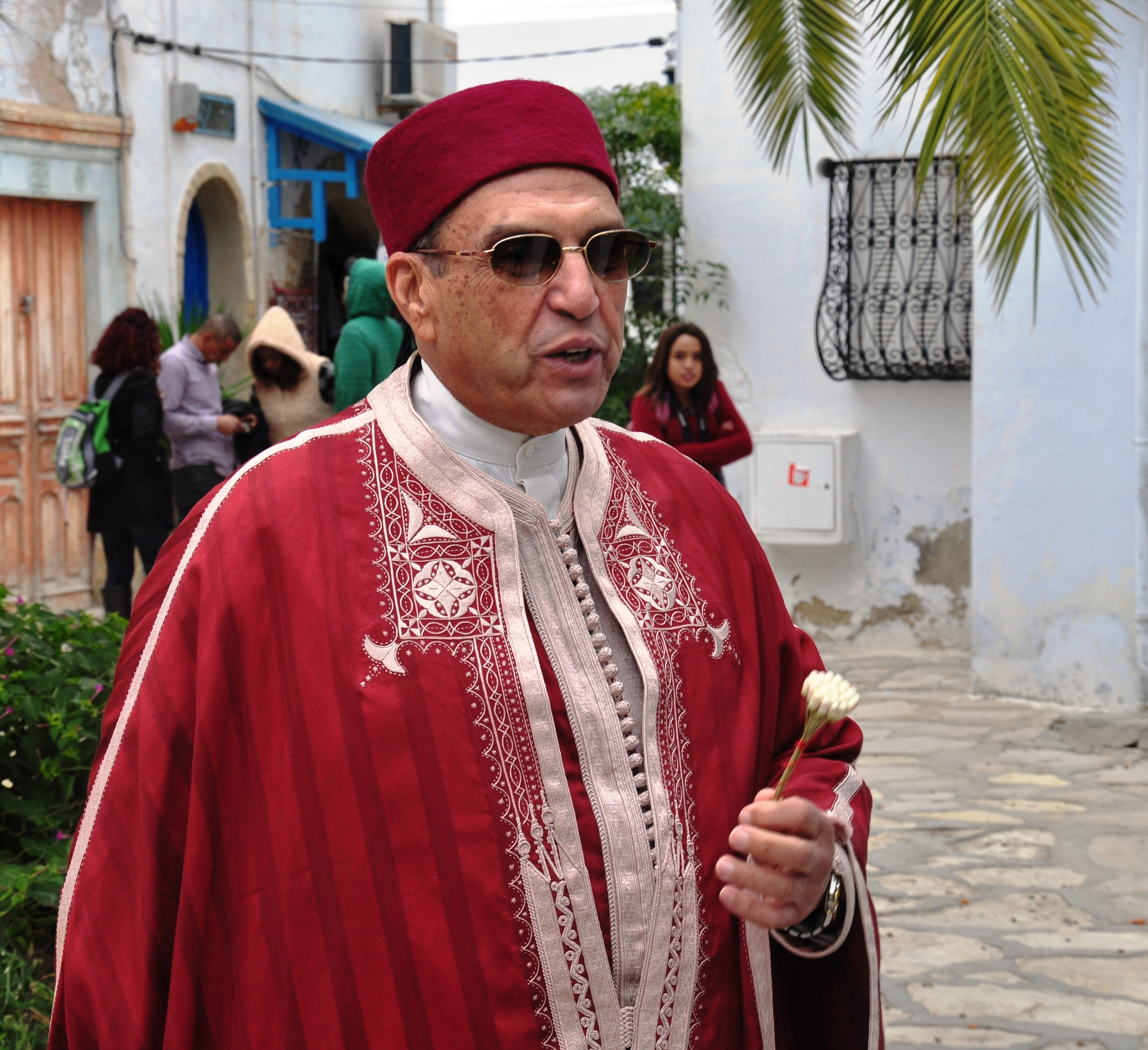
チュニジア人がシェシアをかぶり、手にジャスミンの花を持つ

シェシアはチュニジアの国民的な帽子である。柔らかく円筒形のシェシアは、1492年のグラナダ陥落後に追放されたムーア人によって (レコンキスタ)、現在の形でチュニジアに持ち込まれた。ムーア人はチュニジアで第二の故郷を見つけ、シェシアの製作技術を根付かせた。
1956年にチュニジアが独立し、西洋からの製品や習慣が入ってくるようになると、シェシアの着用は休暇や宗教的な祝日に限られる傾向が強まった。シェシアはしばしば高齢者と関連付けられる。

### 言語
チュニジアの人々は言語の面で均質であり、ほぼすべてのチュニジア人が母語としてチュニジア語を話し、さらにフランス語やアラビア語を使いこなしている。
チュニジア語は、ベルベル語、ラテン語（アフリカのロマン語）、、および新フェニキア語、 の重要な基層の上に構築されており、その語彙は主にアラビア語、フランス語、トルコ語、イタリア語、スペイン語の語彙の形態的変化から派生している。チュニジア内およびチュニジアのディアスポラでは、多言語使用が一般的であり、チュニジア人は日常会話でチュニジア語とフランス語、英語、または他の言語を混ぜてコードスイッチを行うことがよくある。
さらに、チュニジア語はマルタ語と密接に関連しており、マルタ語はチュニジア語とシチリア・アラビア語の直接の子孫であつ、。

### 料理

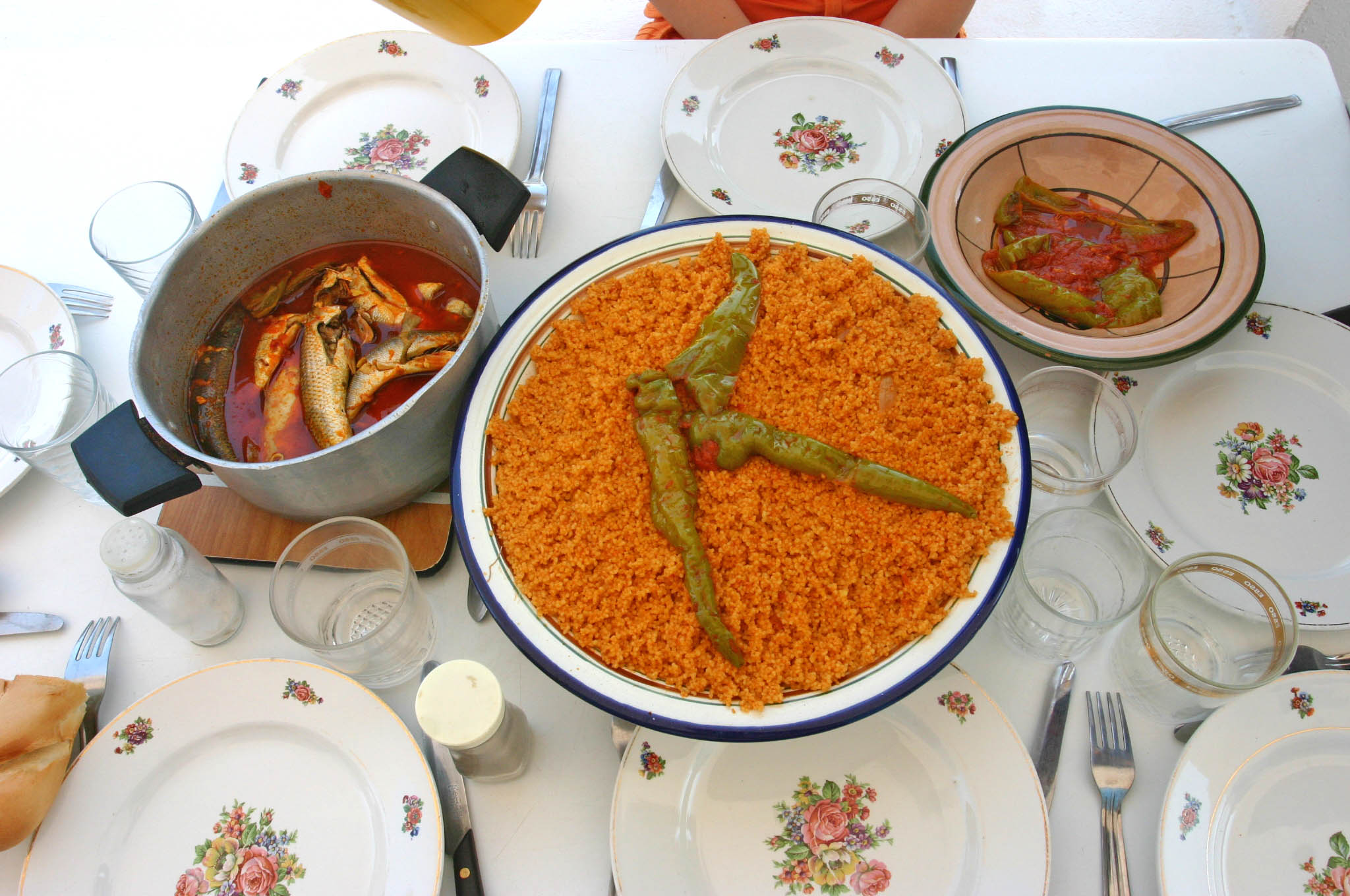
ケルケナ島の魚のクスクス

チュニジア料理は、伝統と地中海料理の融合である。その辛味は、地中海の隣国や、チュニジアの地を支配してきた多くの文明から来ている。ローマ人、バンダル人、ビザンチン人、アラブ人、スペイン人、トルコ人、イタリア人（シチリア人）、フランス人、そしてベリベル・プニックのオリジナルのチュニジア文明がその影響を与えている。
チュニジア料理は、さまざまな食材と異なる調理法を使用する。チュニジアで主に提供される主菜はクスクスで、小さな粒が調理され、通常は肉と野菜と一緒に提供される。
料理には、オリーブ・オイル、アニス、コリアンダー、クミン、シナモン、サフラン、ミント、オレンジ、オレンジ花水、バラ、バラ水など、さまざまな風味が使用される。
すべての地中海文化と同様に、チュニジア文化は「太陽の料理」を提案している。これは主にオリーブオイル、スパイス、トマト、シーフードや魚、そして家畜の肉に基づいている。

### 建築
チュニジアの建築は、伝統的にローマ建築とイスラーム建築のさまざまな側面を通じて表現される。ケルアンは、多くの建物を通じて、建物と精神性との関係を表現する建築運動の中心地を形成しており、聖なる都市の宗教的な建物の装飾が特徴である。ジェルバ島では、ケフの要塞などの建築が、地域におけるスーフィーの影響の軍事的かつ精神的な運命を反映している。

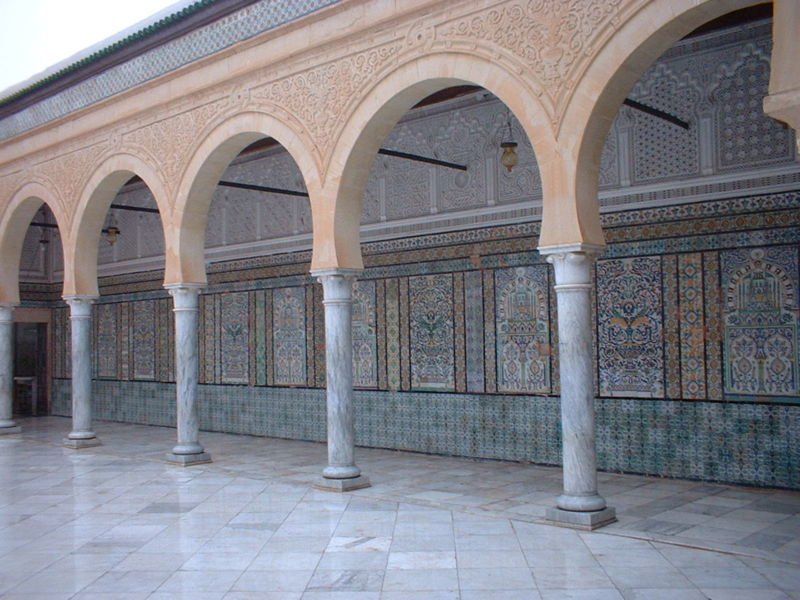
ケルアンのモスク

国を統治したさまざまな王朝の影響力、特にラッカダ・マハディアの都市建設における役割は、国の建築史における地政学的背景の役割を明らかにしている。このように、ビザンチンの侵略から沿岸を守るために建設された多くの要塞が、モナスティル、スース、ランタなどの都市に変わった。
チュニスのメディナは、ユネスコの世界遺産に登録されており、イスラム建築の典型的な例である。しかし、ビゼルトとガル・エル・メルの港の間に位置する地域では、アンダルスから逃れたムーア人によって設立された植民地がカトリックの君主によって再征服され、よりキリスト教的な影響を受けている。
チュニジアの都市のコスモポリタンな性質を考慮すると、それらは多様性とスタイルの重なりを保っている。多くの建物はフランス保護領時代に多数の建築家、職人、企業家によって設計された。ヴィクトール・ヴァレンシ、ギー・ラファエル、アンリ・サラディン、ジョス・エレノン、ジャン＝エミール・レスプランディなどは、この時代の最も著名な建築家の一部である。特に人気のある5つの建築様式と装飾様式がある。それらはエクレクティックスタイル（新古典主義建築、バロック建築など）で、1881年から1900年、そして1920年までネオ・ムーア様式、1925年から1940年までアール・デコ様式、さらに1943年から1947年までモダニズム建築が続いた。

### 音楽

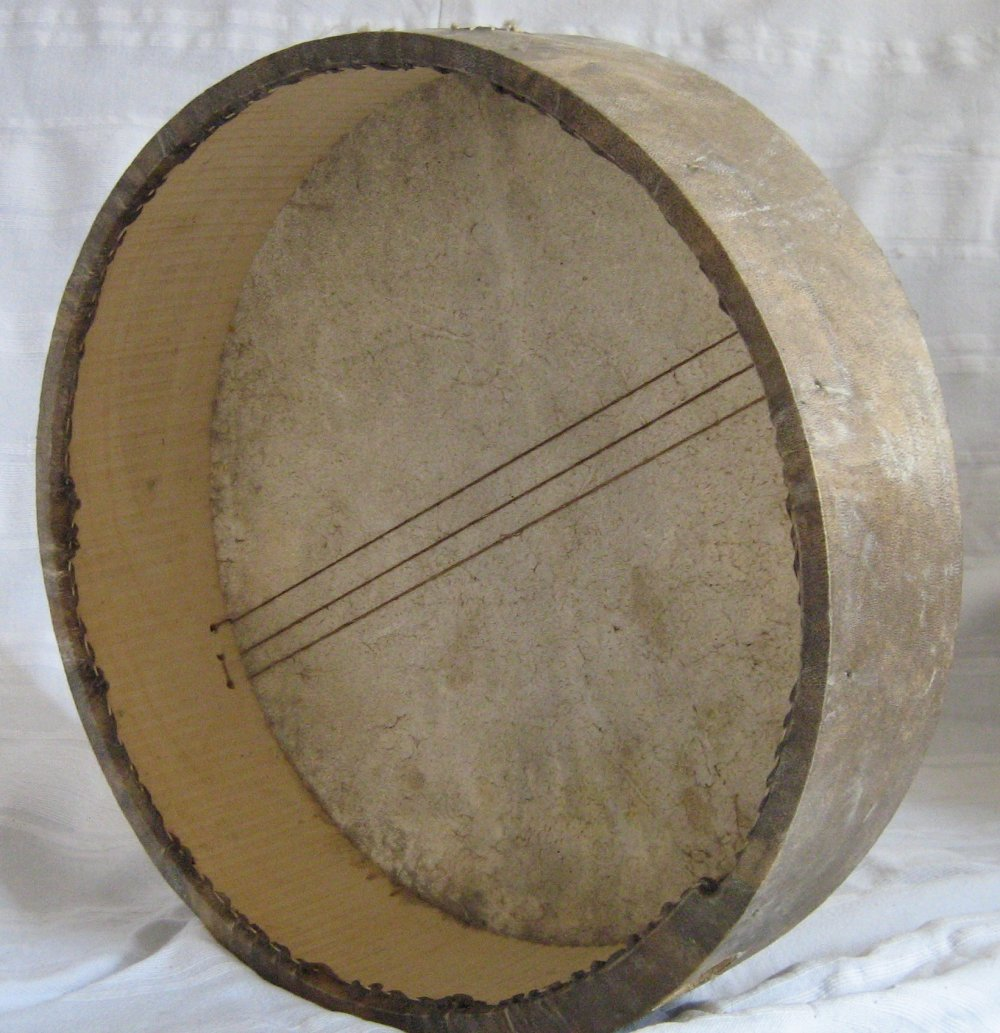
チュニジアのベンディール（フレーム太鼓）

ムハンマド・アブドゥルワッハーブによると、チュニジアの音楽は、トルコ、ペルシャ、ギリシャの影響を受けた古いアンダルシアの歌によって影響を受けている。チュニジアの音楽における重要な要素であるマルーフ（malouf）は、15世紀のアグラブ朝時代に発展したアンダルシア音楽の一形態である。都市部では、弦楽器（ヴァイオリン、ウード、カーヌーン）や打楽器（ダラブッカ）が使用されるが、農村部ではメズエド、ガスバ、ズルナなどの楽器が伴奏されることもある。
1990年代末から新しい現代音楽および即興音楽のモデルが登場し、チュニジアの音楽シーンが変化した。同時に、レバント地域（エジプト、レバノン、シリア）の音楽が大多数の人々に支持されている。また、西洋音楽のポップ音楽も大きな成功を収め、多くのバンドやフェスティバルが登場した。これにはロック、ヒップホップ、レゲエ、ジャズなどの音楽が含まれている。

## チュニジアのディアスポラ
チュニジア人海外公館の統計によると、ヨーロッパには12万8,000以上のチュニジア人家族が存在し、特にフランスとドイツに集中している。16歳未満の若年層チュニジア人は、海外のチュニジア人コミュニティの25%を占めている。したがって、現在、チュニジアのディアスポラは第3世代に突入し、若返りが進んでいる。女性はこのコミュニティ全体の約26%を占めており、フランスではその割合が38.2%と推定されている。また、60歳以上のディアスポラの割合は約7%となっている。

### チュニジアとの関係
チュニジアでは、夏休み期間中に海外に住むチュニジア人の子供たちを対象に、チュニジア語の無料授業が行われている。これらの子供は、彼らが住む国の文化に大きく影響されている。また、チュニジアの文化、歴史、文明を体験するための旅行も企画されている。